# Spišská Nová Ves (huyện)
Spišská Nová Ves (tiếng Slovak: okres Spišská Nová Ves) là một huyện thuộc khu vực hành chính Košice, đông Slovakia. Ranh giới của nó được thành lập vào năm 1996. Trung tâm hành chính, kinh tế và văn hóa nằm tại thị trấn Spišská Nová Ves. Huyện này giáp với các huyện Gelnica và Rožňava ở phía nam và Poprad, Prešov và Levoča ở phía bắc.

## Dân số
| Năm            | 1994   | 2004   | 2014   | 2024   |
| -------------- | ------ | ------ | ------ | ------ |
| Số lượng người | 88.693 | 95.144 | 98.869 | 98.670 |
| Sự khác biệt   |        | +7,27% | +3,91% | −0,20% |

| Năm            | 2023   | 2024   |
| -------------- | ------ | ------ |
| Số lượng người | 98.556 | 98.670 |
| Sự khác biệt   |        | +0,11% |

## Đô thị
- Arnutovce
- Betlanovce
- Bystrany
- Danišovce
- Harichovce
- Hincovce
- Hnilčík
- Hnilec
- Hrabušice
- Chrasť nad Hornádom
- Iliašovce
- Jamník
- Kaľava
- Kolinovce
- Krompachy
- Letanovce
- Lieskovany
- Markušovce
- Matejovce
- Mlynky
- Odorín
- Olcnava
- Oľšavka
- Poráč
- Rudňany
- Slatvina
- Slovinky
- Smižany
- Spišská Nová Ves
- Spišské Tomášovce
- Spišské Vlachy
- Spišský Hrušov
- Teplička
- Vítkovce
- Vojkovce
- Žehra